# Stiphrometasia petryi
Stiphrometasia petryi is een vlinder uit de familie van de grasmotten (Crambidae). De wetenschappelijke naam van de soort is voor het eerst gepubliceerd in 1935 door Hans Georg Amsel.

## Verspreiding
De soort komt voor in Syrië, Israël, Palestina en de Verenigde Arabische Emiraten.

## Waardplanten
De rups leeft op Capparis.